# Salón Independiente de 1968
El Salón Independiente de 1968 fue una exposición de arte llevada a cabo en el contexto de la Olimpiada Cultural de los Juegos Olímpicos de México 1968. Significó una ruptura entre la comunidad artística mexicana que apoyó, por un lado, uno de los eventos principales de la sección cultural olímpica, la llamada Exposición Solar organizada por el Instituto Nacional de Bellas Artes (INBA) y el Comité Organizador de la XIX Olimpiada en el Palacio de Bellas Artes, y por otro, quienes decidieron abandonarla y exponer por su cuenta principalmente en protesta por el fatal desenlace del Movimiento de 1968 en México el 2 de octubre de ese año. 
La organización del salón y su desarrollo influyó en el arte contemporáneo mexicano posterior y daría espacio a destacados artistas que tuvieron en dicho sitio un punto de inicio o de desarrollo en sus carreras.

## Antecedentes
Las diferentes acciones represivas del gobierno de México a movimientos de oposición y protesta como los movimientos obreros, la Huelga ferrocarrilera mexicana de 1959 o el Movimiento médico en México de 1964-1965 no causaron protestas masivas en el campo plástico mexicano en los años 60. 
Como en otros países del mundo, México no fue la excepción en vivir los efectos de la llamada Revolución Cultural de 1968. El desarrollo artístico plástico de finales de la década de los años 60 vivía el protagonismo en el país de dos grandes corrientes artísticas: la integrada por aquellos alumnos y alumnas herederos del muralismo mexicano, y por otro, aquella que se oponía abiertamente en su creación los principios heredadas de ese estilo y pugnaba en sus creaciones por un arte más afín las corrientes en boga en Estados Unidos y en Europa. 
Una muestra de dar cuenta de la oposición entre ambas corrientes y de dar cabida expositiva a artistas jóvenes fue la organización de la exposición Confrontación 1966. La organización de dicho espacio significó la aceptación de las autoridades artísticas mexicanas del INBA de dar cabida a nuevas manifestaciones artísticas contemporáneas ("un balance de las últimas corrientes de la pintura mexicana", como cita Raquel Tibol se dijo por entonces) y se realizó enmedio de polémicas, centradas sobre todo en las y los integrantes de la Escuela Mexicana de Pintura y en los maestros del muralismo. José Luis Cuevas, como parte del comité organizador, se refirió al proceso como el término de la "dictadura de los tres grandes de la pintura", en alusión a la enorme influencia de Diego Rivera, David Alfaro Siqueiros y José Clemente Orozco en el panorama plástico mexicano.
El movimiento estudiantil y la represión por parte del gobierno mexicano al mismo causó impacto entre la comunidad artística mexicana. La primera manifestación pública de algunos artistas plásticos contra el actuar gubernamental en 1968 ocurrió en la exposición "Obra 68" en el Salón de la Plástica Mexicana, cuando algunos artistas como Fanny Rabel, Mario Orozco Rivera y el mencionado Icaza realizaron distintas intervenciones en apoyo al movimiento estudiantil ya activo. En septiembre de 1968 se realizó la intervención Mural Efímero, que realizaron algunos contra la malograda escultura de Miguel Alemán Valdés, obra de Ignacio Asúnsolo, colocada en la explanada principal de la Ciudad Universitaria de la Universidad Nacional Autónoma de México. Tras un segundo atentado con dinamita en 1965, fueron colocadas planchas de cinc en derredor del monumento, y un grupo de artistas -algunos futuros participantes del Salón Independiente- la intervinieron. Una de dichas intervenciones afamadas fue la de una caricatura de David Alfaro Siqueiros por Francisco Icaza sosteniendo un cartel que decía "Presidente de la Zona Rosa”.
El INBA era encabezado por entonces por el escritor e investigador José Luis Martínez y el Departamento de Artes Plásticas por Jorge Hernández Campos.

## Surgimiento del salón

### Exposición Solar
En junio de 1968 el INBA hizo pública la convocatoria de la Exposición Solar, una de las principales exposiciones de la Olimpiada Cultural de 1968 y que se presentaría en el Palacio de Bellas Artes de la Ciudad de México de julio a diciembre de 1968.
La llamada se redactó en un tono inclusivo y se afirmó que se daría cabida a todas las corrientes plásticas existentes en México. Las cuatro categorías serían pintura, escultura, arte gráfico y acuarela, sin especificaciones de tamaño, tema, estilo o técnica y habría tres premios principales de adquisición. El jurado estaba conformado por Jorge Juan Crespo de la Serna, Pablo Fernández Márquez, Ida Rodríguez, Alfonso de Neuvillate y Víctor M. Reyes.
Para el 9 de agosto un grupo de artistas manifestó su desacuerdo en la convocatoria, señalando la incoherencia de hacer un espacio libre pero limitado por cuatro categorías que no daban cabida a obras transdisciplinarias, Asimismo se destacó que las diferentes cantidades del premio de adquisición expresaban una probable deferencia entre las obras ganadoras, y además, que la calidad de artistas que hay en México debería permitir invitaciones personales a ciertos de ellos. El grupo que protestó fue integrado por destacados artistas.